# David Fischer (Eishockeyspieler)
David Fischer (* 19. Februar 1988 in Minneapolis, Minnesota) ist ein ehemaliger US-amerikanischer Eishockeyspieler, der in Europa beim EC KAC in der Österreichischen Eishockey-Liga, bei den Heilbronner Falken in der DEL2 und den Krefeld Pinguinen in der Deutschen Eishockey Liga aktiv war. Seit 2021 arbeitet er als Trainer beim EC KAC.

## Karriere
Fischer begann seine Karriere in der Saison 2003/04 in der Schulmannschaft der Apple Valley Highschool in der Minnesota State High School League, wo er insgesamt drei Spielzeiten verbrachte. Zwischen 2006 und 2010 stand er für die Universitätsmannschaft der University of Minnesota in der Western Collegiate Hockey Association, welche in den Spielbetrieb der NCAA eingegliedert ist, auf dem Eis. Im Sommer 2010 nahm Fischer an einem Trainingslager der National-Hockey-League-Franchise Vancouver Canucks teil, konnte sich dort jedoch nicht für einen festen Vertrag empfehlen. Zur Saison 2010/11 unterschrieb der Defensivspieler einen Vertrag bei den Florida Everblades, für die er zwei Jahre in der East Coast Hockey League auflief und in der Spielzeit 2011/12 die Meisterschaft gewinnen konnte.
Aufgrund mangelnder Perspektive in Nordamerika, wo er trotz seiner hohen Position beim NHL Entry Draft keine Angebote aus der NHL erhielt, entschied sich Fischer im Sommer 2012 für einen Wechsel nach Europa und schloss sich den Heilbronner Falken aus der DEL2 an. Dort konnte sich der Linksschütze mit soliden Leistungen empfehlen und erhielt im Sommer 2013 einen Kontrakt bei den Krefeld Pinguinen, für die er in der Deutschen Eishockey Liga bis zum Ende der Saison 2015/16 auflief.
Im April 2016 wurde er vom EC KAC aus der Österreichischen Eishockeyliga (EBEL) unter Vertrag genommen.
Aufgrund einer Knieverletzung wurde Fischer im Sommer 2020 operiert und arbeitete in der folgenden Saison an seinem Comeback. Im August 2021 beendete er jedoch seine Karriere und wurde Trainer bei der zweiten Mannschaft des EC KAC aus der Alps Hockey League.
Zur Saison 2023/24 wurde er zusammen mit Kirk Furey zum Trainerteam der Profimannschaft aus der ICEHL befördert.

## Erfolge und Auszeichnung
- 2006 Minnesota Mr. Hockey
- 2007 Broadmoor-Trophy-Gewinn mit der University of Minnesota
- 2009 WCHA All-Academic Team
- 2012 Kelly-Cup-Gewinn mit den Florida Everblades

## Karrierestatistik
(Legende zur Spielerstatistik: Sp oder GP = absolvierte Spiele; T oder G = erzielte Tore; V oder A = erzielte Assists; Pkt oder Pts = erzielte Scorerpunkte; SM oder PIM = erhaltene Strafminuten; +/− = Plus/Minus-Bilanz; PP = erzielte Überzahltore; SH = erzielte Unterzahltore; GW = erzielte Siegtore; 1 Play-downs/Relegation; Kursiv: Statistik nicht vollständig)